# Antti Isotalo
Antti Heikinpoika Isotalo, född 24 augusti 1831 i Hanhimäki i Alahärmä, död 8 augusti 1911 i Isotalo,, var en finsk jordbrukare och var tillsammans med Antti Rannanjärvi en av Finlands mest kända knivjunkare. Isotalo kallades Isontalon Antti eller Isoo-Antti.
På 1850- och 1860-talen var Antti Isotalo och Antti Rannajärvi välkända brottslingar i Alahärmä och var ständigt under uppsikt av länsmannen Adolf Hägglund. 1867 utsattes Hägglund för ett mordförsök, varvid han beslutade att väcka åtal mot Isotalo och Rannanjärvi för deras tidigare begångna brott. 1858 hade Isotalo misstänkts för mord, men släpptes i brist på bevis. 1869 väcktes åtal på nytt och Isotalo dömdes till halshuggning, men i hovrätten och senaten ändrades påföljden till tolv års straffarbete vid Tavastehus tukthus. På äldre dagar uppges Isotalo bättrat sin levnad och sökt sig till religionen.
Isotalo, Rannanjärvi och länsman Hägglund figurerar i folksången Isontalon Antti ja Rannanjärvi. Isotalo var farfar till militären Antti Isotalo.